# Woeser
Woeser (uttalas "Öser"), fullständigt namn Tsering Woeser, född i juli 1966 i Lhasa, är en tibetansk-kinesisk poet, essäist och författare.
Woeser föddes i Lhasa mitt under kulturrevolutionen, hennes far var en hankinesisk soldat i Folkets befrielsearmé, medan hennes mor var tibetan.
Woeser är en av ett fåtal tibetanska författare som skriver på kinesiska. De flesta av hennes verk är förbjudna i Kina och hennes blogg stängs av myndigheterna med jämna mellanrum. Hon är gift med den kinesiske författaren Wang Lixiong som ofta skriver om Tibet.
2007 tilldelades hon den Norska författarföreningens yttrandefrihetspris. Hon kunde emellertid inte ta emot priset, eftersom hon då befann sig i husarrest i Peking.
Woeser tilldelades 2013 International woman of courage award.